# José Mojica Marins
José Mojica Marins (San Paolo del Brasile, 11 marzo 1936 – San Paolo del Brasile, 19 febbraio 2020) è stato un regista, attore e showman brasiliano, noto anche solo come José Mojica, oppure come Zé do Caixão, dal nome del più noto dei suoi personaggi.

## Biografia
Cominciò ad appassionarsi al cinema molto presto durante l'infanzia, dal momento che suo padre gestiva un cinematografo a San Paolo del Brasile. Non provenendo dunque da famiglia disagiata, Mojica Marins riuscì a racimolare abbastanza soldi per realizzare e dirigere un film infantile a soli 9 anni; all'età di 18 aveva all'attivo più di 80 corti.
La sua vera passione erano però i film horror e le pellicole dalle atmosfere gotiche, con immagini forti e scioccanti. Mojica Marins creò la figura di 'Zé do Caixão' (letteralmente 'Beppe della Bara', 'Coffin Joe' nelle versioni americane), nel più noto dei film da lui diretti, A mezzanotte possederò la tua anima (1963), che, pare, fu costretto ad interpretare perché l'attore designato se ne andò. Riprese poi questo personaggio in diversi altri suoi film, tutti autoprodotti.
Animò molti show tv, come O Estranho Mundo de José Mojica Marins, andato in onda su Canal Brasil, dove presero parte famosi cantanti come Zé Ramalho, Rogério Skylab e Supla.
José Mojica Marins è morto nel febbraio 2020 a 83 anni per le complicazioni di una broncopolmonite. La notizia del decesso è stata data dalla figlia, l'attrice Liz Marins.

## Il personaggio diZé do Caixão

### Le origini e l'immediato successo

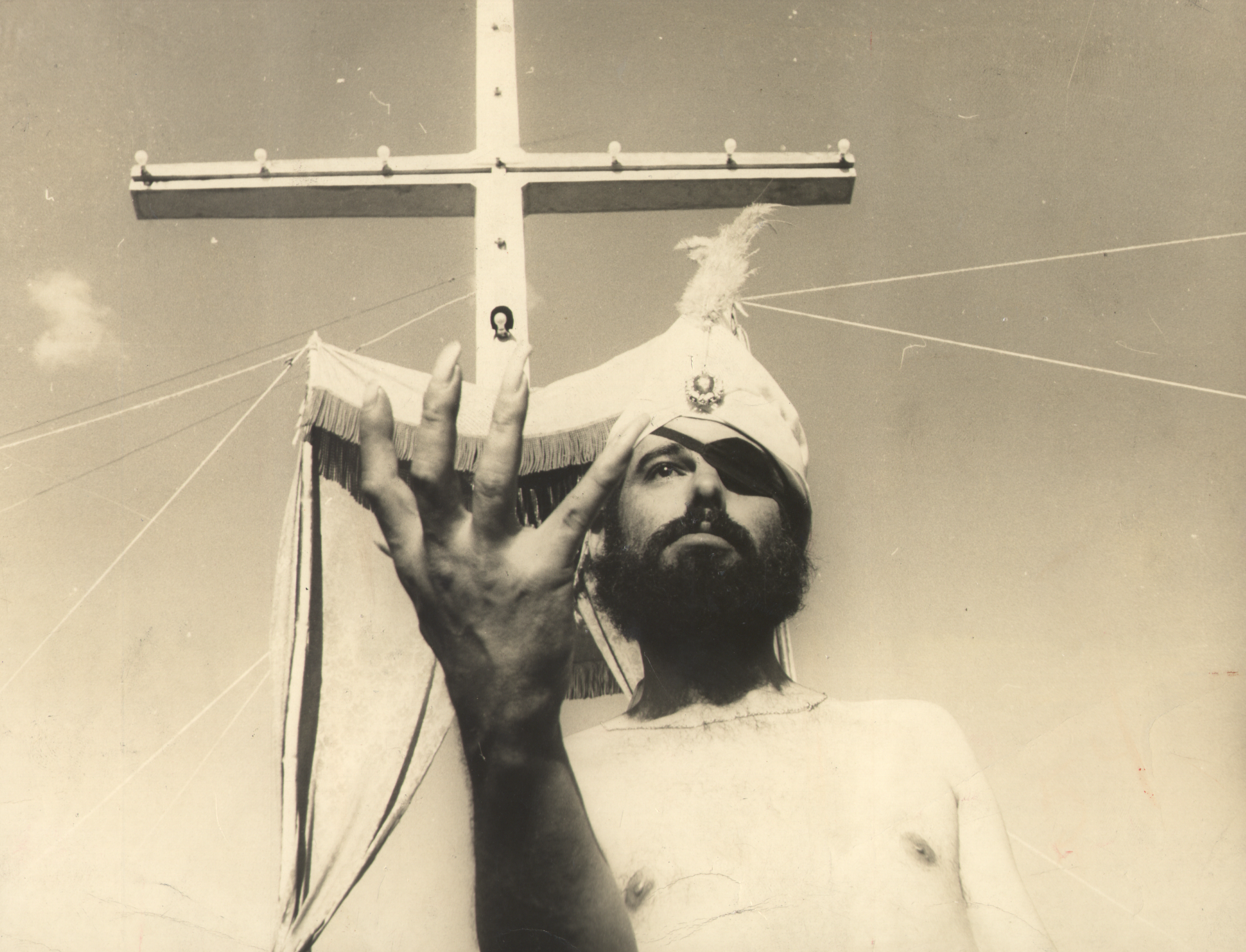
José Mojica Marins (1971).

Il debutto di Zé do Caixão avvenne nel film a basso costo A mezzanotte possiederò la tua anima (Á meia-noite levarei sua alma). José indossava per la parte un lungo mantello nero, un cilindro nero, lunghe unghie acuminate e guanti neri. Il film è considerato da molti il primo horror brasiliano. Esso venne censurato e messo al bando in molte province brasiliane, ma nei cinematografi in cui approdò ottenne un grandissimo successo di pubblico e al botteghino. In alcune sale fu proiettato anche per quattro mesi di fila.

### Caratteristiche del personaggio
Zé do Caixão è un becchino, molto temuto dalle persone della sua cittadina. Veste sempre alla stessa maniera, sfoggiando un aspetto cupo, tenebroso e bizzarro. In A meia-noite levarei sua alma ha come compagna una giovane e bella ragazza, la quale tuttavia non può dargli figli perché sterile. Egli pertanto, ossessionato dal dare continuità di discendenza al suo sangue, decide di ucciderla per procreare con un'altra ragazza. Disprezza la vita umana, la morale e la religione, uccide senza scrupoli, e sevizia chi gli si oppone. È fondamentalmente malvagio ed arrogante e mette in mostra tutta la sua ferocia e blasfemia.

## Curiosità
- Quando cominciò ad interpretare Joe della bara si fece crescere in maniera abnorme le unghie, che tagliò solo nel 1998, salvo poi esibirle di nuovo lunghissime nel terzo millennio per qualche tempo.

## Omaggi
- Nel 1998 André Barcinski e Ivan  Finotti pubblicarono una biografia sull'attore intitolata Maldito - O Estranho Mundo de José Mojica Marins e nel 2001 decisero di ricavarne il film documentario omonimo, che vinse il premio speciale della giuria al Sundance Film Festival del 2001.
- Alcune metal band internazionali hanno omaggiato in diverse canzoni il re dell'horror brasiliano.

## Filmografia

### Attore
- A mezzanotte possiederò la tua anima (À Meia-Noite Levarei Sua Alma) (1963)
- O Diabo de Vila Velha (1965)
- Esta Noite Encarnarei no Teu Cadáver (1966)
- O Estranho Mundo de Zé do Caixão (1968)
- Trilogia do Terror (1968)
- O Ritual dos Sádicos (1970)
- Finis Hominis (1971)
- Quando os Deuses Adormecem (1972)
- Dgajão Mata para Vingar (1972)
- Sexo e Sangue na Trilha do Tesouro (1972)
- Exorcismo Negro (1974)
- A Virgem e o Machão (1974)
- O Fracasso de Um Homem nas Duas Noites de Núpcias (1975)
- Inferno Carnal (1976)
- Como Consolar Viúvas (1976)
- Mulheres do Sexo Violento (1976)
- A Mulher Que Põe a Pomba no Ar (1977)
- Estranha Hospedaria dos Prazeres (1977)
- Delírios de um Anormal (1977)
- Mundo-mercado do Sexo (1978)
- Perversão (1978)
- A Praga (1980)
- A Encarnação do Demônio (1981)
- Horas Fatais - Cabeças Cortadas (1983)
- Padre Pedro E a Revolta das Crianças (1984)
- A Quinta Dimensão do Sexo (1984)
- 24 horas de sexo explícito - 24 horas de sexo ardente (1985)
- Dr. Frank na Clínica das Taras (1986)
- Quarenta e Oito Horas de Sexo Alucinante (1987)
- As Belas da Billings (1987)
- Dêmonios e Maravilhas (1994)
- Adolescência Em Transe (1996)
- Fim – cortometraggio (2004)
- Encarnação do Demônio (2008)

### Regista
- 1945 - A Mágica do Mágico
- 1946 - Beijos a Granel
- 1947 - Sonhos de Vagabundo
- 1948 - A Voz do Coveiro
- 1958 - A Sina do Aventureiro
- 1962 - Meu Destino em Tuas Mãos
- 1963 - A mezzanotte possiederò la tua anima
- 1965 - O Diabo de Vila Velha
- 1966 - Esta Noite Encarnarei no Teu Cadáver
- 1967 - O Estranho Mundo de Zé do Caixão
- 1968 - Trilogia do Terror
- 1969 - O Despertar da Besta
- 1970 - O Ritual dos Sádicos
- 1971 - Finis Hominis
- 1972 - Dgajão Mata para Vingar
- 1972 - Quando os Deuses Adormecem
- 1972 - Sexo e Sangue na Trilha do Tesouro
- 1974 - A Virgem e o Machão
- 1974 - Exorcismo Negro
- 1975 - O Fracasso de Um Homem nas Duas Noites de Núpcias
- 1976 - Como Consolar Viúvas
- 1976 - Inferno Carnal
- 1976 - Mulheres do Sexo Violento
- 1977 - A Mulher Que Põe a Pomba no Ar
- 1977 - Delírios de um Anormal
- 1977 - A Estranha Hospedaria dos Prazeres
- 1978 - Mundo-Mercado do Sexo
- 1978 - Perversão
- 1980 - A Praga
- 1981 - A Encarnação do Demônio
- 1983 - Horas Fatais - Cabeças Cortadas (Horas Fatais)
- 1984 - A Quinta Dimensão do Sexo
- 1985 - 24 Horas de Sexo Explícito
- 1986 - Dr. Frank na Clínica das Taras
- 1987 - 48 Horas de Sexo Alucinante
- 1994 - Demônios e Maravilhas
- 1996 - Adolescência em Transe
- 2004 - Fim
- 2008 - Encarnação do Demônio
- 2015 - As Fábulas Negras - segmento O Saci